# Georges Bellanger
Pour les articles homonymes, voir Bellanger.
Georges Bellanger, né à Bourbourg-Campagne (Nord) le 24 mai 1861, mort à Moulle (Pas-de-Calais) le 16 août 1902 est un religieux catholique français, déclaré vénérable par le pape Jean-Paul II.

## Biographie
Le 25 février 1866, son père, Jules Joseph Bellanger, meurt. Sa mère Félicie Catherine reste seule avec six enfants mais, en 1870, elle est incapable de tenir plus longtemps la ferme et décide de venir vivre au vieux chateau de Moulle avec ses enfants.
Georges Bellanger entre au collège Saint-Bertin de Saint-Omer. Il fait sa première communion en juillet 1873 et sa confirmation deux semaines plus tard.
En 1876, Georges est atteint d'une coxalgie qui selon deux médecins doit avoir une issue fatale. Il est guéri miraculeusement le 31 mai après avoir été mis sous la protection de la Vierge Marie, il restera toutefois boiteux. Il entre au grand séminaire d'Arras en octobre 1876.
En 1885, il est ordonné prêtre à la cathédrale d'Arras. Il est prêtre diocésain de 1885 à 1899. C'est au cours de cette période qu'il accomplit son apostolat auprès des soldats qui fera sa renommée. 
Devenu religieux de Saint Vincent de Paul, il est un maître des novices en 1900 et marque ses deux dernières années au sein de la congrégation. Celle-ci, devant affronter les lois anticléricales de 1901, doit s'exiler à Tournai en Belgique. 
Sa devise était : « Tuus sum ego, Virgo Maria», « Je suis tout vôtre, ô Vierge Marie  ».
Malade, il retourne se reposer en famille à Moulle en avril 1902. Il meurt de tuberculose à Moulle, le 16 août 1902, à 41 ans. Il meurt une croix et une image de Notre-Dame du Bon Conseil avec lui, demandant aux novices de ne jamais oublier leur rosaire. Il demande que sur sa croix soient inscrits ces simples mots: « Ave Maria ».

## Après sa mort
Sa tombe devient un lieu de pèlerinage où des miracles se produiraient. Chaque année a lieu, à Moulle le 16 août, une cérémonie avec retraite aux flambeaux pour commémorer la mort du saint prêtre. 
En 1998, un décret de Jean-Paul II déclare l'héroïcité des vertus du Vénérable Georges Bellanger.

## Citation
« Jésus compte sur les hommes seuls pour le faire sortir de son obscurité, par leur amour, par le culte de l'Eucharistie. Ce qui fait briller la divine hostie de reflets divins, ce ne sont ni les rayons de l'ostensoir, ni les cierges, ni les fleurs : ce sont les cœurs fidèles nombreux et brûlants.  »